# Flèches de direction
Ne doit pas être confondu avec les touches directionnelles.

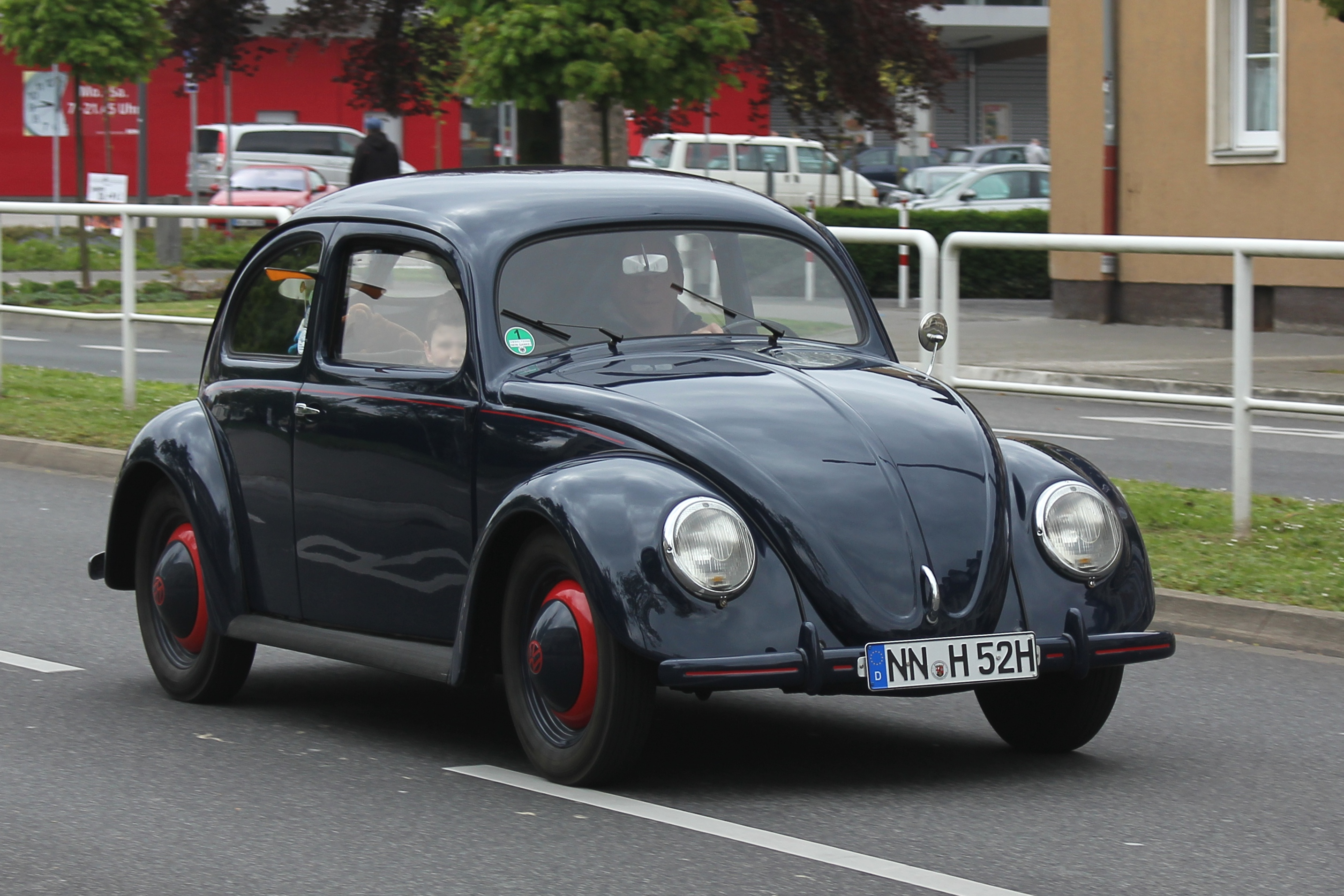
Volkswagen de 1952 avec flèche de direction levée.

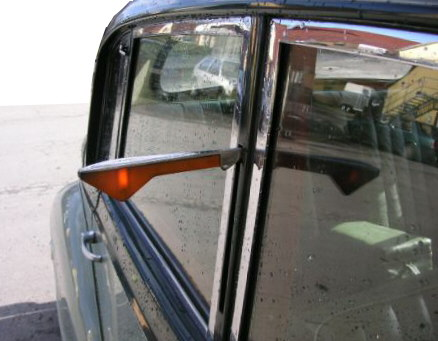
Flèche de direction en position levée.

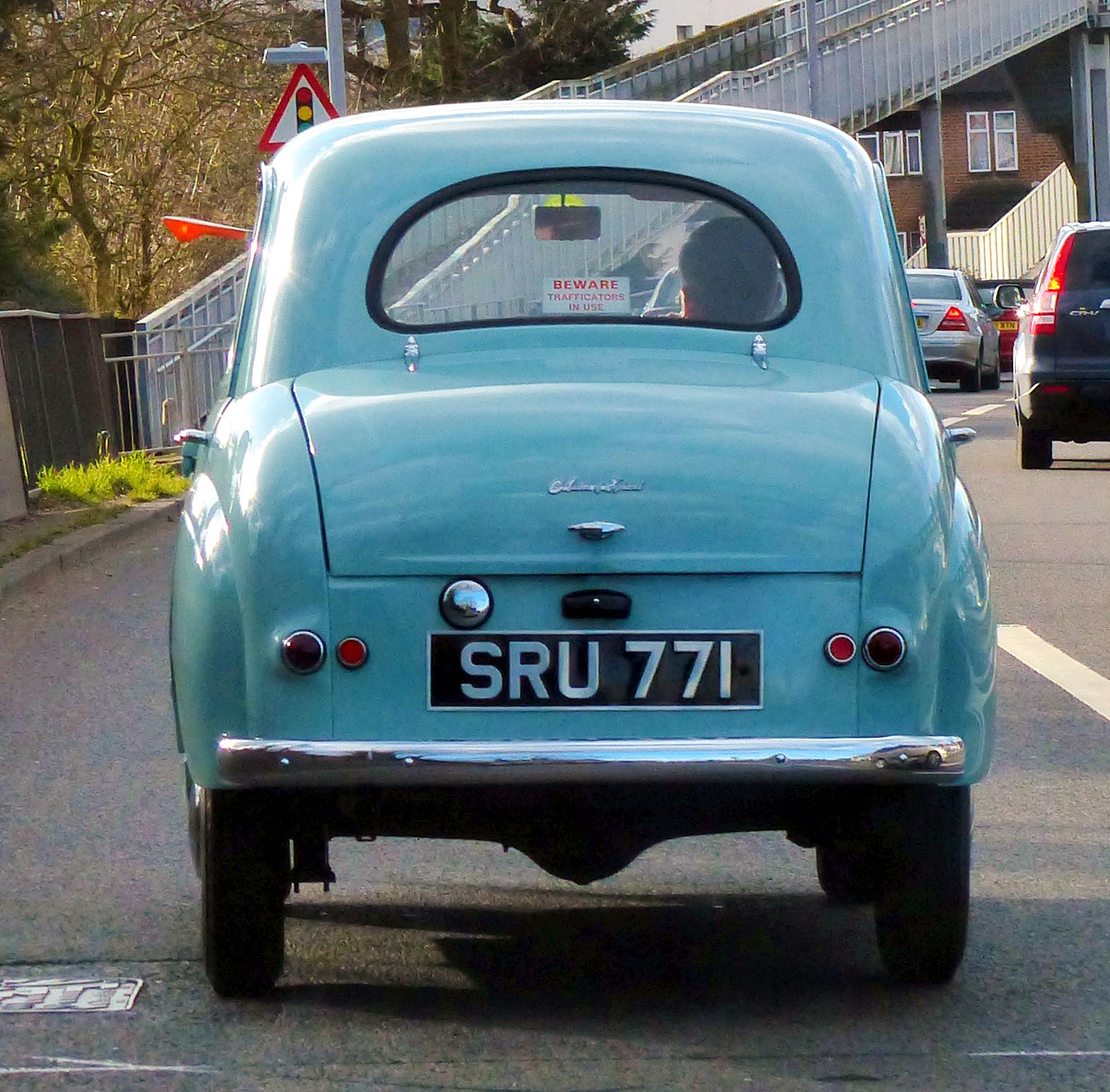
Austin A30 avec flèche de direction orange, déployée à gauche.

Les flèches de direction sont, dans l'histoire de l'automobile, des dispositifs de sémaphores lumineux faisant office d'indicateurs de changement de direction, en usage des années 1930 à 1960. Ces flèches étaient implantées sur les côtés de la carrosserie, le plus haut possible, sur les panneaux de custode, les piliers de portes ou les ailes avant.

## Histoire
Les flèches directionnelles, actionnées de manière mécanique ou pneumatique, sont apparues dans les années 1900. En 1908, Alfredo Barrachini, à Rome, a ajouté la lumière électrique à l'intérieur du bras, qui s'allumait lorsque le dispositif était en extension, mais était toujours actionné mécaniquement par un système de câbles. Le fonctionnement électrique est venu en 1918, lorsque la Naillik Motor Signal Company de Boston ajouta un entraînement à moteur électrique. Ce système a été remplacé en 1923 par un solénoïde linéaire par deux inventeurs français, Gustave Deneef et Maurice Boisson. Le système final complet est apparu en 1927, lorsque Max Ruhl et Ernst Neuman, de Berlin, ont combiné l'éclairage interne et l'opération de levage par solénoïde.
Les automobilistes francophones parlaient de flèches de direction ou simplement de flèches, tandis qu'en pays anglophone, ce dispositif était appelé trafficator. Les indicateurs de changement de direction (flèches ou clignotants, au choix des constructeurs) ont été rendus obligatoires par le code de la route dans les années 1950. En France, Peugeot a monté des flèches sur ses modèles Peugeot 203 et Peugeot 403 jusqu'en 1960, tandis que Citroën, Renault, Simca et Panhard ont adopté les clignotants dès le début des années 1950. La Volkswagen Coccinelle en était également pourvue jusqu'en 1961.
Dans un contexte plus moderne, de nombreux véhicules anciens ont vu leurs flèches lumineuses remplacées par des clignoteurs afin d'améliorer leur visibilité et satisfaire aux normes légales.

## Commande des indicateurs de changement de direction
À l'origine, les indicateurs de changement de direction (flèches ou clignotants) étaient actionnés par un interrupteur à trois positions situé au tableau de bord ou, le plus souvent après 1950, par un levier sous le volant.
Sur les véhicules à conduite à gauche, le levier de l'indicateur est situé sur la gauche de la colonne de direction. Sur les véhicules à conduite à droite, le levier est situé de manière variable, à gauche ou à droite de la colonne de direction, au gré des fabricants.
Les voitures européennes à conduite à droite ont généralement le levier de commande sur la gauche (souvent le même composant que les voitures à conduite à gauche), tandis que les voitures à conduite à droite de l'Asie-Pacifique ont le levier de commande sur la droite (en miroir de la configuration d'un véhicule à conduite à gauche). Certains fabricants comme Subaru ont des positions différentes suivant les modèles.
Au fil des ans, des fonctions nouvelles ont été ajoutées au levier de l'indicateur de direction. La commande des feux de croisement et des feux de route est souvent intégrée à ce levier, par rotation ou mouvement de la commande d'avant en arrière.
Les voitures récentes ont une fonction facilitant les changements de voie, où une seule poussée de l'indicateur provoque le clignotement entre deux et six fois.
Les motocyclettes ont conservé le système par interrupteur, suivies en cela par certaines voitures de sport, comme les Caterham 7 et Ferrari 458.